# Stringens
|  | Wiktionary har en ordboksartikel om stringens. |

Stringens är inom biokemin ett mått på en probs förmåga att binda till ett templat. En hög stringens innebär att prober har svårt att binda till templatet. En låg innebär att prober kan binda utan större svårigheter. Det finns i huvudsak två sätt att reglera stringensen: temperatur och jonkoncentration.
Höjer man temperaturen ökar stringensen och proben får svårare att binda.